# Francesco Moschini
Francesco Moschini Bogliaco, (fraction de Gargnano) in Province de Brescia (1948) est un Architecte, critique d'art et historien de l’architecture italien.

## Biographie
En 1969, après ses études secondaires à Brescia, il s'installe à Rome pour fréquenter le Centro sperimentale di cinematografia, en même temps il s'inscrit à la Faculté d'architecture « La Sapienza » a Rome. Il suit une série de cours à la Faculté des lettres et de philosophie, où il passe des examens avec Giulio Carlo Argan, Emilio Garroni, Alberto Asor Rosa et avec Ferruccio Marotti. Depuis 1974, il est membre de l'Association internationale des critiques d'art (AICA).
Il est membre du Conseil scientifique de certains magazines, dont «Paesaggio Urbano», «Il Disegno di Architettura» et du Centro di Studi per la Storia dell'Architettura Centre d'études pour l'histoire de l'architecture. De 1982 à 1985, il collabore avec le magazine  Domus.
En 1978, il a fondé a Rome l'A.A.M. Architettura Arte Moderna un centre de production et de promotion d'initiatives culturelles. Depuis 1993 a ouvert un nouveau siège social de l'A.A.M. à Milan.
En 2003 à Bari, au Département d'architecture et d'urbanisme de l'École polytechnique de Bari, il a créé le Fondo Francesco Moschini consistant en un don de plus de 70 000 volumes , déjà de sa bibliothèque privée.
Depuis 2008, il est nommé membre de l'Accademia di San Luca et depuis 2011, il en est le secrétaire général.

## Publications
- Aldo Rossi. Progetti e disegni 1962-1979, Edizioni Centro Di, Firenze settembre 1979 Coéditions internationales: Rizzoli, New York; Academy Edition, Londres; L'Équerre editeur, Paris; Xarait, Madrid.
- Mario Bellini. Italian Beauty, Silvana Editoriale, 2017